# 김나미
김나미(1982년 4월 30일 ~ )은 대한민국의 배우이다.

## 학력
- 서울예술대학교 연극과

## 출연 작품

### 영화
- 《파송송 계란탁》 (2005년) - 수박 먹는 민박집 여대생 2 역
- 《베드》 (2013년) - D 역
- 《아티스트 봉만대》 (2013년) - 패딩녀 역
- 《멜로》 (2014년) - 승희 역
- 《마담 뺑덕》 (2014년) - 안과 여의사 역
- 《중독노래방》 (2017년) - 나주 역

### 드라마
- 《연애시대》 (2006년, SBS) - 나진명 역
- 《8월에 내리는 눈》 (2007년, SBS)
- 《기담전설 1 <피의 장례식편>》 (2008년, E채널)
- 《특수사건 전담반 TEN 2》 (2013년, OCN) - 약사 역
- 《어머님은 내 며느리》 (2015년, SBS) - 서미연 역

### 연극
- 2013년 쉬어매드니스 - 수지 역.
- 2012년 노이즈 오프 - 비키 역.
- 2012년 딱 일주일만 만나줘 - 소피 역.
- 2011년 대머리 여가수

## 수상 및 후보
| 연도 | 시상식            | 부문   | 작품       | 결과 |
| ---- | ----------------- | ------ | ---------- | ---- |
| 2015 | 제36회 서울연극제 | 연기상 | 청춘, 간다 | 수상 |